# Kölner Grün Stiftung

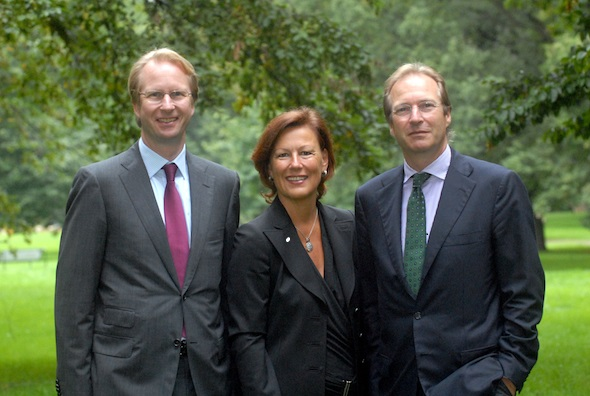
(v. l. n. r.) Patrick Adenauer, Beatrice Bülter, Paul Bauwens-Adenauer – Stiftungsgründer und Vorstand der Kölner Grün Stiftung

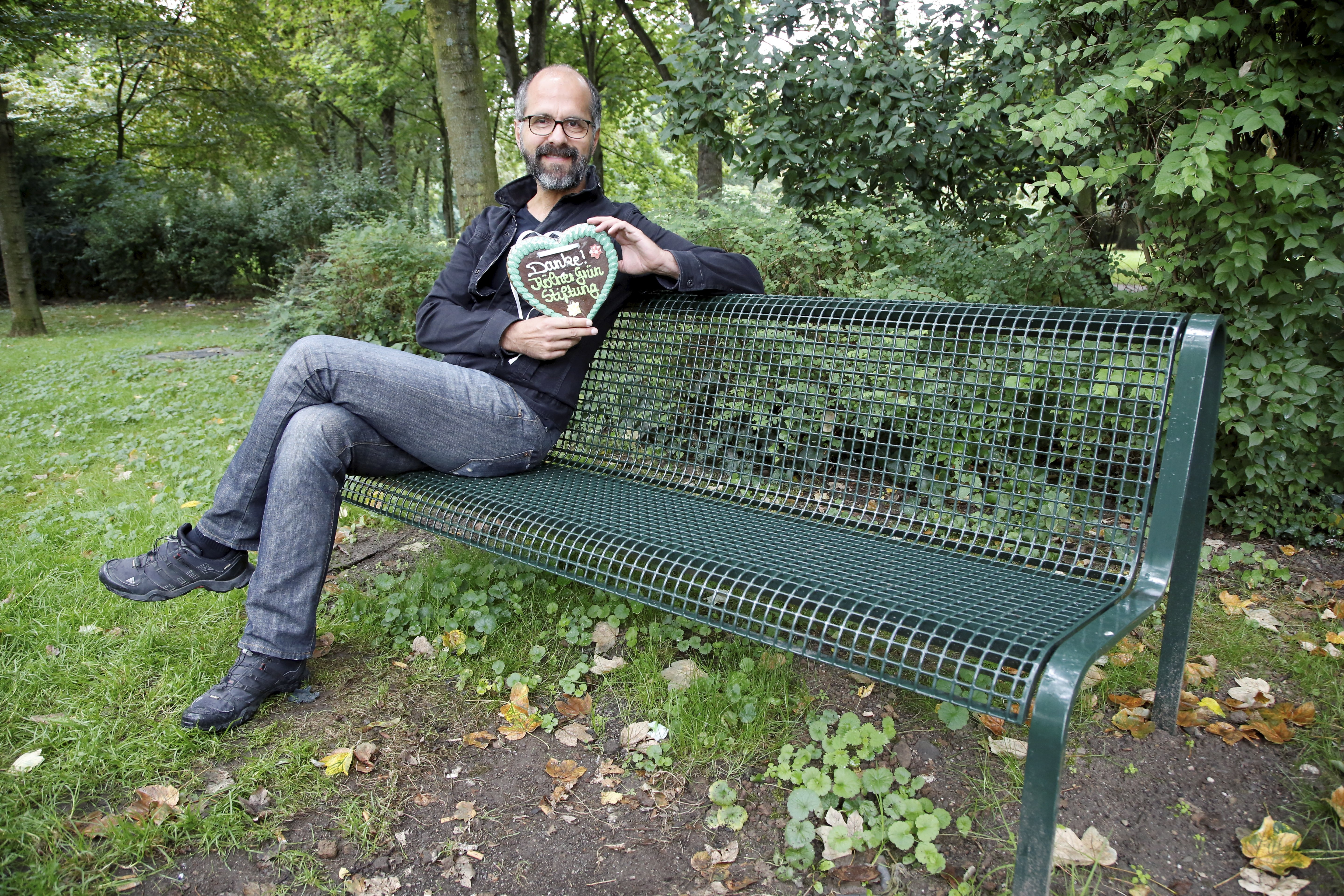
Christoph Maria Herbst spendete eine Bank für die Stiftung

Die Kölner Grün Stiftung ist eine gemeinnützige Stiftung bürgerlichen Rechts mit Sitz in Köln. Zweck der Stiftung sind Pflege und Erhalt der historischen Kölner Grünanlagen aus Gründen des Denkmal- und Naturschutzes sowie die Beschaffung von Mitteln zur Verwirklichung dieser Zwecke. Die Stiftung ist die bislang deutschlandweit einzige private Stiftung, die seit 2006 in enger Kooperation mit der Stadt Köln fungiert. Seit der Gründung der Stiftung wurden bereits mehrere Millionen Euro in die Sanierung, Pflege und den Erhalt der Kölner Parkanlagen und in die Stadtmöblierung investiert.

## Gründung
In Verpflichtung für das Werk ihres Großvaters gründeten die Enkel des ehemaligen Kölner Oberbürgermeisters und späteren Bundeskanzlers Konrad Adenauer, Paul Bauwens-Adenauer und Patrick Adenauer, die Kölner Grün Stiftung, die am 17. November 2006 erstmals mit einer Bestandsaufnahme und mit einem Handlungsbedarfskatalog, überreicht an den Oberbürgermeister Fritz Schramma, an die Öffentlichkeit trat. Die Stiftung, unter Beatrice Bülter als geschäftsführendem Vorstand, verfolgt das Ziel, durch weiteres bürgerliches und städtisches Engagement, dem teilweise desolaten Zustand der Kölner Grünanlagen entgegenzuwirken. Dem Kuratorium der Stiftung gehören Kölner Persönlichkeiten an. Im Januar 2014 wurde ein Beirat mit Vertretern der Politik und Verwaltungsspitze gegründet.

## Leitmotiv
Die Stiftung sieht sich als Koordinator zwischen Sponsoren aus der Wirtschaft, Bürgern und privaten Initiativen. Somit will die Stiftung mit Hilfe der Politik und der Verwaltung aus vernachlässigten Einzelflächen wieder Kölns großen, gepflegten „Garten“ entstehen lassen.

## Geschichtliches zu Köln
Bis zum Ersten Weltkrieg war Köln mit einem mächtigen inneren und äußeren Festungsgürtel ausgebaut: Der 42 Kilometer lange Fortgürtel umfasste insgesamt 182 Werke inklusive Fortanlagen, Zwischen- und Versorgungswerken. Zwei breite Schussfelder lagen jeweils vor den Festungsgürteln. Ende des Ersten Weltkriegs gelang es dem damaligen Oberbürgermeister Konrad Adenauer (später erster Bundeskanzler der Bundesrepublik Deutschland), die ehemalige militärische Nutzung der Anlagen der zivilen Bevölkerung zugänglich zu machen: Die Forts wurden nach einem Generalbebauungsplan des Hamburger Stadtbauers Fritz Schumacher in „grüne Forts“ (Sportplätze, Freiluftschulen, Gartenanlagen) umgestaltet. Ehemalige Schussfelder wurden in das Grünsystem integriert.

## Aktionen

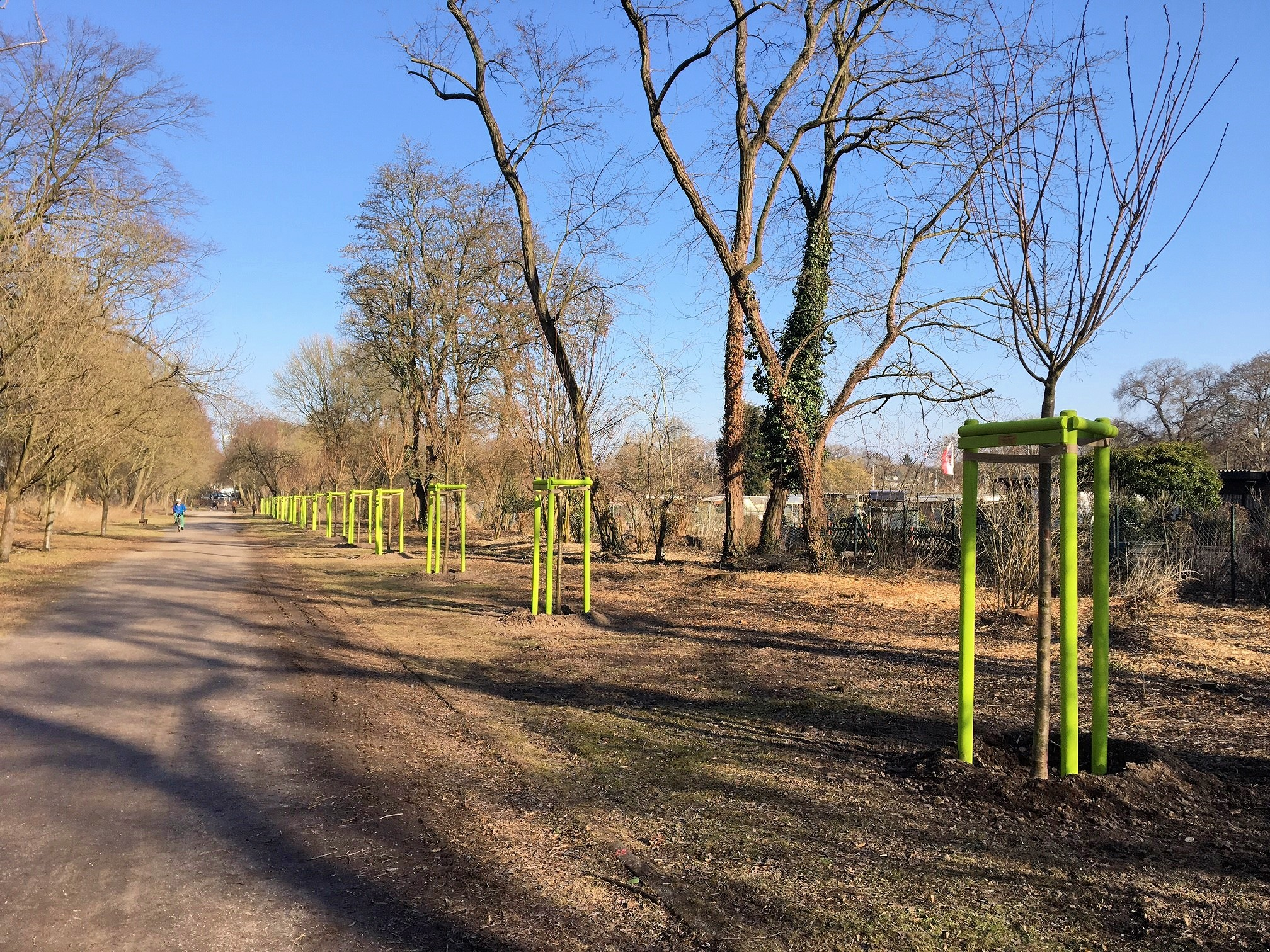
Bäume der Kölner Grün Stiftung

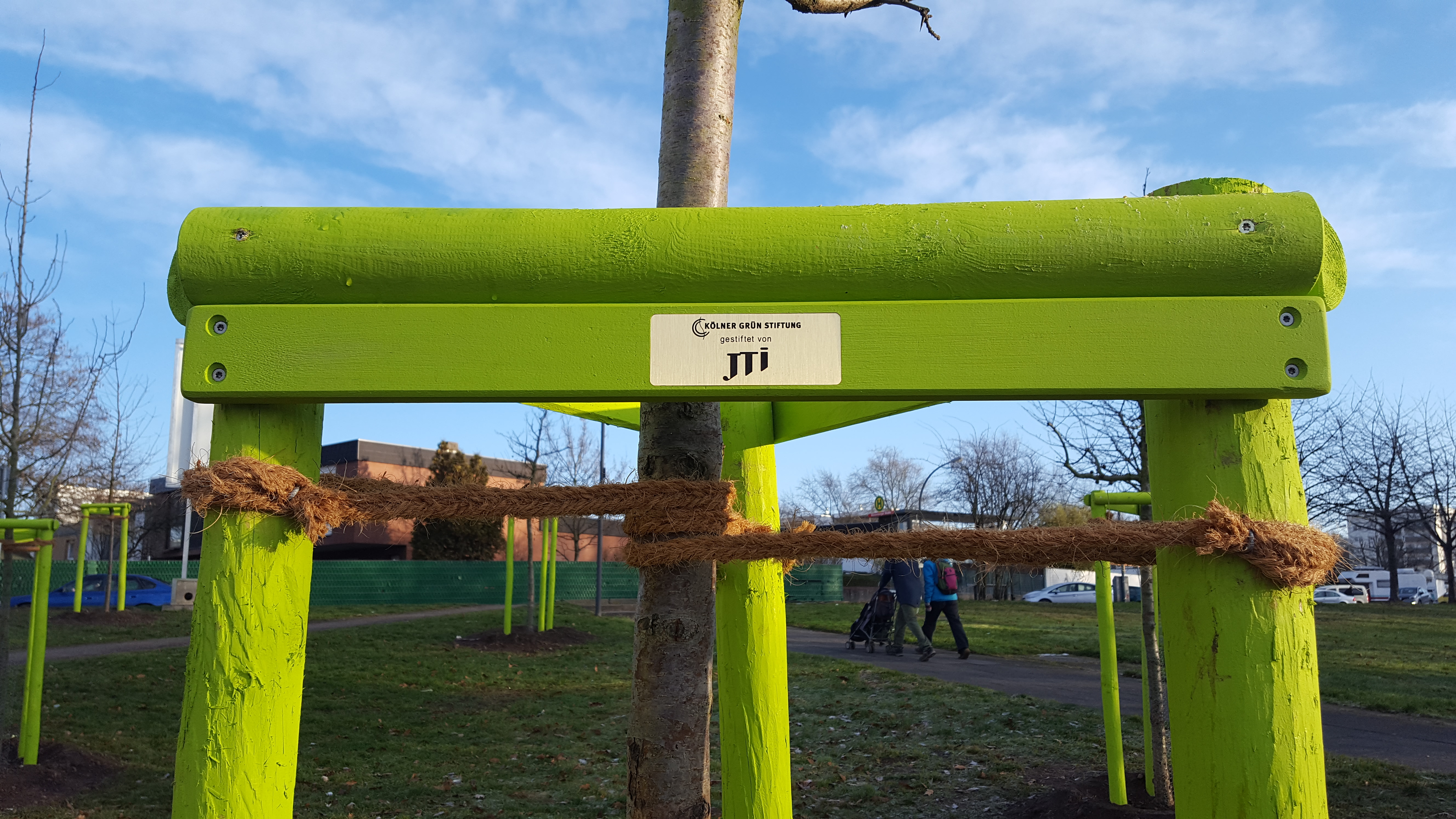
Spenderschild der Spenderbäume

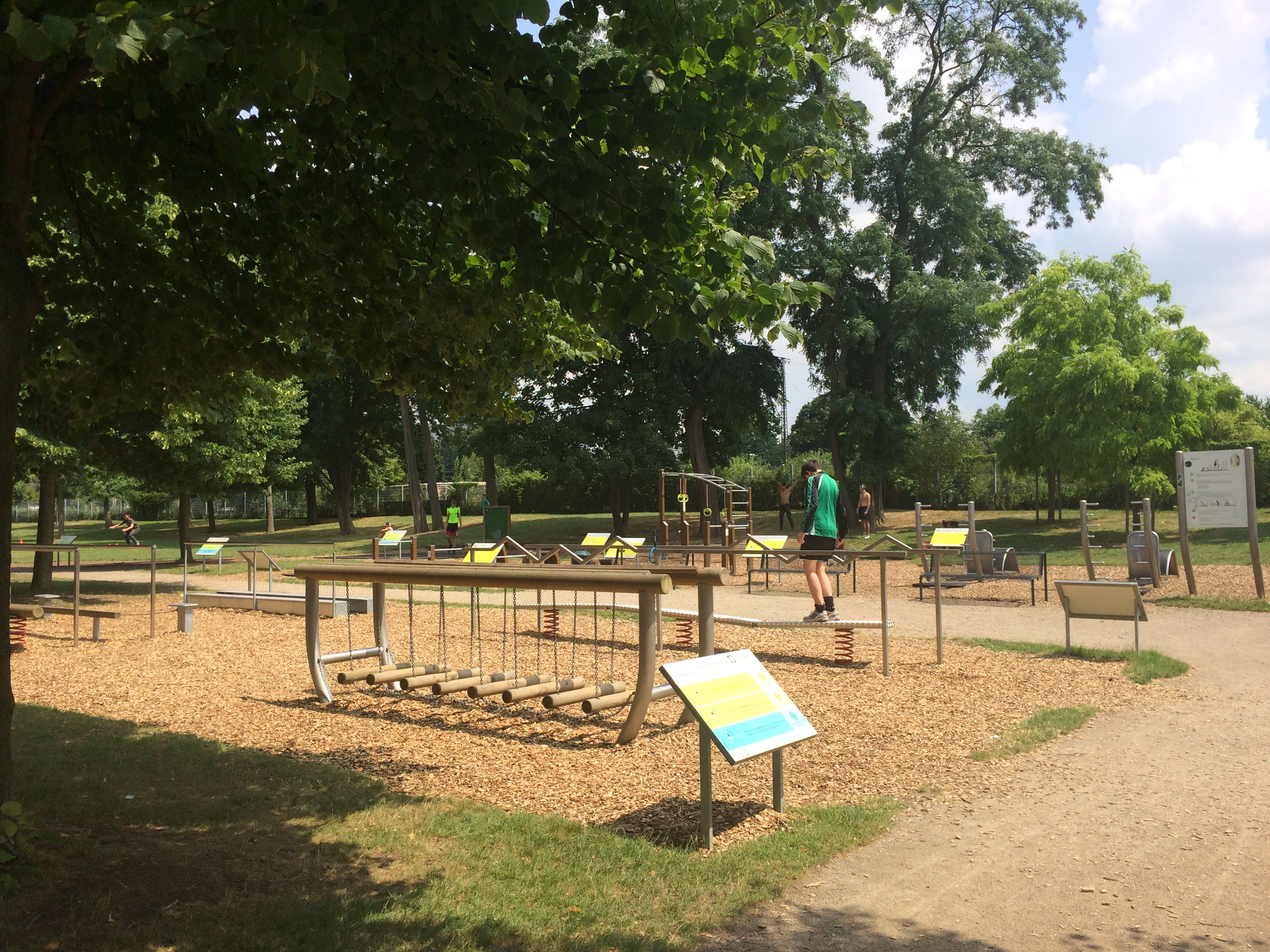
Mehrgenerationen Trimm Parcours im Inneren Grüngürtel

1000 Bänke für Köln
Im Sommer 2007 startete die Kölner Grün Stiftung die Bürgerstiftungsaktion „1000 Bänke für Köln“, um den inneren und den äußeren Grüngürtel sowie deren radiale Verbindungen und Kölner Grünanlagen mit mehr Bänken und Abfallbehältern auszustatten. Gegen eine Spende von 790 Euro können die Bürger eine Bank für einen der möglichen Standorte spenden und diese durch eine Messingplakette kennzeichnen lassen. Prominente Spender waren Birgit Schrowange, Wolfgang Niedecken der Gruppe BAP, Christoph Maria Herbst, die Bläck Fööss, Guido Cantz, Fortuna und das Festkomitee des Kölner Karnevals. Bis 2022 wurden knapp 2000 Bänke gespendet.
1000 Bäume für Köln
Bei dieser Aktion können die Bürger seit 2013 einen Straßenbaum spenden. Im Durchschnitt kostet ein Straßenbaum zusammen mit der Vorbereitung des Pflanzstandortes, der Pflanzung und einer zweijährigen Pflege insgesamt 1.800 Euro. Werden 690 Euro gespendet, verdoppelt die Stadt Köln die Summe, und der Baum wird gepflanzt. Die Bürger erhalten die Möglichkeit, sich mit Text auf der Spenderplakette aus Messing zu verewigen.

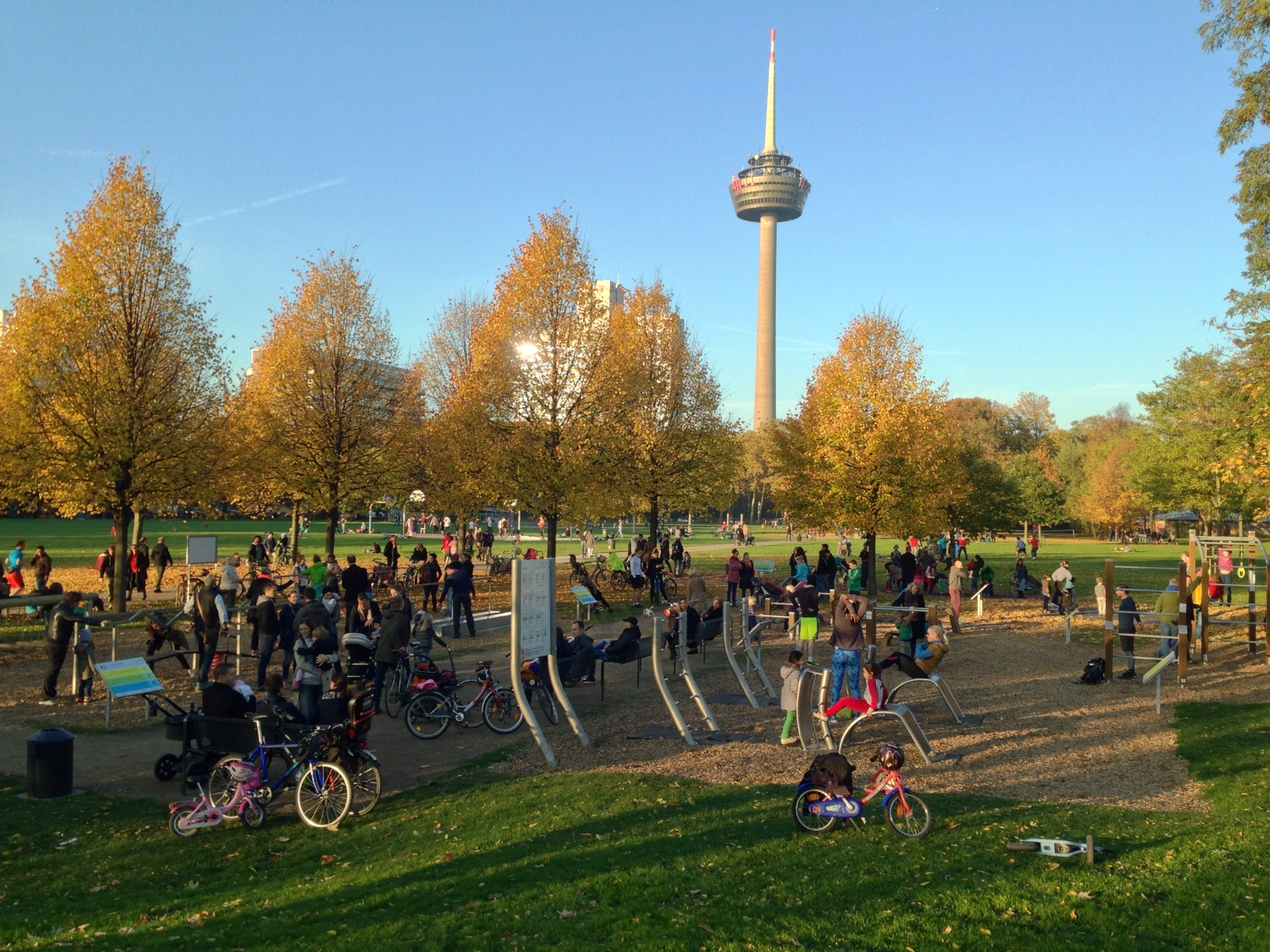
Mehrgenerationen Trimm Parcours
Die Stiftung hat bereits fünf große Trimm-Parcours im links- und rechtsrheinischen Köln, z. B. am Decksteiner Weiher, im Beethovenpark, in Deutz und in der Merheimer Heide, erneuern und erweitern lassen. Ein weiteres Projekt war der Mehrgenerationen Trimm Parcours im Inneren Grüngürtel, der 2015 fertiggestellt wurde. Dort steht der größte Trimm Parcours in Köln und bietet Möglichkeiten zur Begegnung von Jung und Alt: hier kann man nicht nur Kraft- und Ausdauersport betreiben, sondern auch die Geräte zur Mobilisation und Verbesserung der Feinmotorik und Koordination nutzen. In Nippes entstand ein weiterer großer Trimm-Parcours, der ebenfalls allerlei Gerätschaften zur sportlichen Ertüchtigung beinhaltet.
Grüngürtel Impuls Köln – Grundlage zur Vollendung einer Vision
Der äußere Grüngürtel ist wesentliches Element des einzigartigen gesamtstädtischen Grünsystems der Stadt Köln. Fast 100 Jahre nach dem Beginn der ersten Ausbauarbeiten zeigt sich ein Wandel, vom die Stadt umgebenden Wald- und Wiesengürtel hin zu einem intensiv genutzten Erholungsraum für die Kölner Bevölkerung, der gleichzeitig wertvolle ökologische und klimatologische Funktionen erfüllt. Die zurückliegende Stadt- und Verkehrsentwicklung, vor allem im rechtsrheinischen Stadtgebiet, hat allerdings dazu geführt, dass der Grüngürtel in seiner Funktion beeinträchtigt ist und teilweise nicht mehr als zusammenhängender Grünraum wahrgenommen werden kann. Vor diesem Hintergrund haben die Stiftung und die Stadt Köln vereinbart, für den gesamten links- und rechtsrheinischen Bereich des äußeren Grüngürtels ein Entwicklungskonzept erarbeiten zu lassen. Das Landschaftsarchitekturbüro Werkgemeinschaft Freiraum aus Nürnberg sowie das Stadtplanungsbüro Albert Speer & Partner aus Frankfurt am Main wurden mit der Bearbeitung des Konzeptes beauftragt. Den etwa ein Jahr dauernden Planungsprozess begleitete ein in mehrere Schritte gegliedertes Bürgerbeteiligungsverfahren und durch die Beteiligung der städtischen und außerstädtischen Dienststellen, der politischen Gremien sowie der Fachöffentlichkeit. 2012 wurde der fertige Beschluss im Rat verabschiedet, im Mai 2013 unterschrieben der damalige Oberbürgermeister Kölns, Jürgen Roters, und die Stiftungsgründer, Paul Bauwens-Adenauer und Patrick Adenauer, die Charta.

## Preise und Auszeichnungen
- Das Projekt "1000 Bäume für Köln" wurde 2018 als offizielles Projekt der UN Dekade Biologische Vielfalt ausgezeichnet.
- Hanns-Schaefer-Preis, 2008 – Der Preis wurde für das außergewöhnliche Engagement der Stiftung für den Erhalt und die Pflege des 2800ha großen äußeren Grüngürtels verliehen.
- Ohren-Orden, 2010 – Mit dem "Ohren-Orden" der Bürgergesellschaft Köln von 1863 wurde die Kölner Grün Stiftung ebenfalls im November 2010 für ihr Engagement zur Aufwertung des Kölner Grüngürtels ausgezeichnet. Paul Bauwens-Adenauer nahm mit seinem Bruder Patrick Adenauer den Preis stellvertretend für die Grün Stiftung entgegen. Von den 7000 Euro Preisgeld sowie Spendengeldern wurde anschließend die Bastion im Volksgarten saniert.
- Deutscher Landschaftsarchitekturpreis, 2013[6]
- Würdigung für den Grüngürtel Impuls, 2012